# Dayvan Cowboy
«Dayvan Cowboy» es una pieza instrumental interpretada por el dúo escocés Boards of Canada. Fue publicada el 17 de octubre de 2005 como la quinta canción de su tercer álbum de estudio The Campfire Headphase.

## Video musical

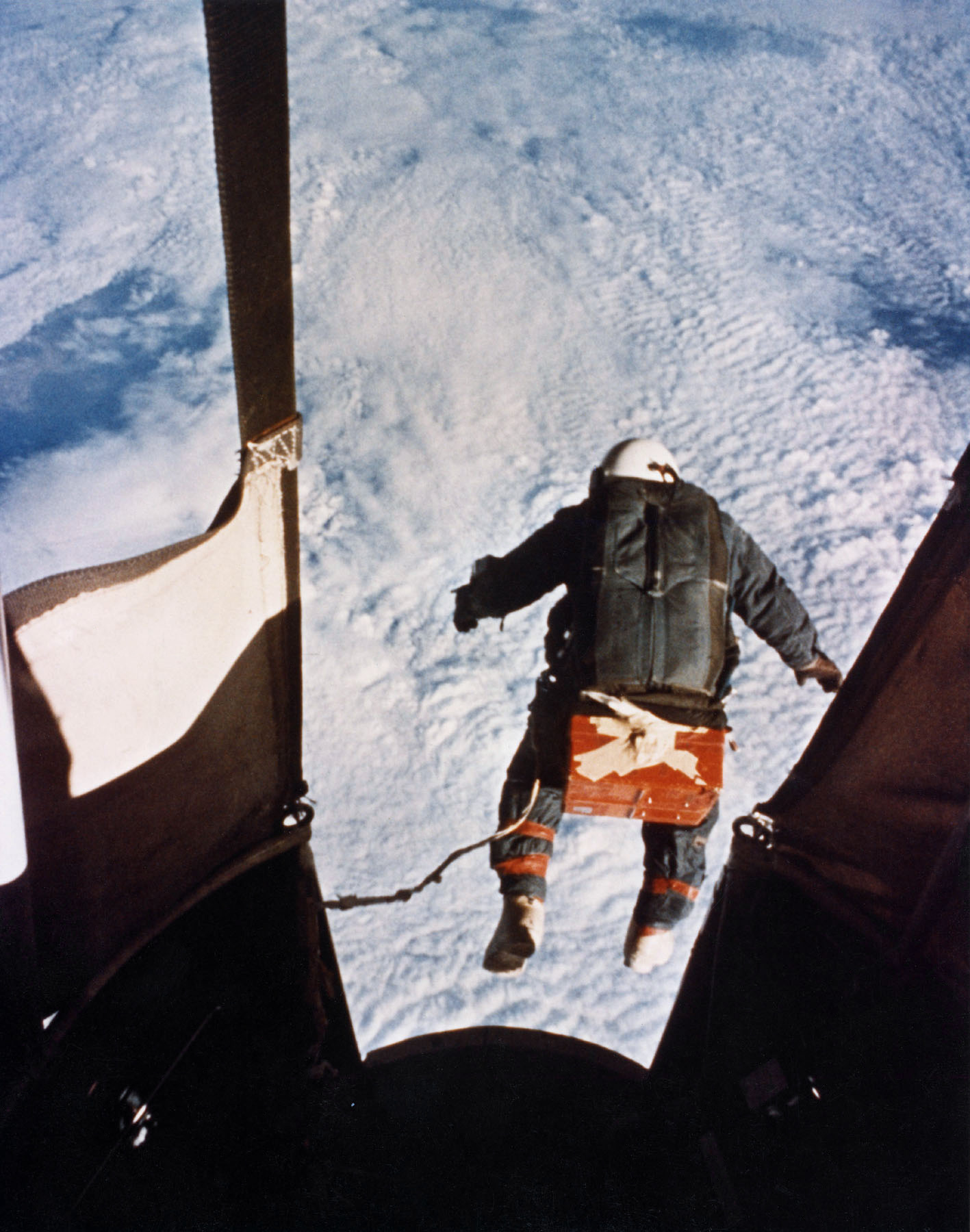
El videoclip de la canción uso material de archivo de los saltos en paracaídas a gran altura de Joseph Kittinger para el Proyecto Excelsior, 16 de agosto de 1960.

El videoclip fue dirigido por Melissa Olson, y utiliza material de archivo de los saltos en paracaídas a gran altura de Joseph Kittinger para el Proyecto Excelsior y del surfista Laird Hamilton montando olas. En agosto de 2009, Pitchfork lo colocó en el puesto #39 de su lista de los 50 mejores videos musicales de la década de 2000.

## Recepción de la crítica
John Burgess comparó el sonido de guitarra de la canción con Serge Gainsbourg y My Bloody Valentine. El contribuidor de Singersroom, Jared Parker, colocó «Dayvan Cowboy» en el tercer lugar de su lista de las 10 mejores canciones de Boards of Canada de todos los tiempos, elogiando su “mezcla de elementos electrónicos y orgánicos, con la guitarra y la batería creando una sensación de movimiento y energía”. Marc Medwin describe «Dayvan Cowboy» como una “indicación asombrosa de lo que The Campfire Headphase podría haber ofrecido si la innovación se hubiera colocado al frente y al centro”. El crítico de Treble, Jeff Terich, elogió la “acumulación de suspenso” e “intensificada progresión de batería” de la canción.